# Declarația Universală a UNESCO asupra Diversității Culturale
Declarația Universală a UNESCO asupra diversității culturale este o declarație pentru protejarea diversității culturale ca moștenire culturală umană cu protejarea diversității multilingvismului și al mass media, adoptată la Paris pe 2 noiembrie 2001. A fost scrisă în cele șase limbi oficiale ale ONU: engleză, franceză, spaniolă, chineză, rusă și arabă.